# Vincenzo Sorce Malaspina
Vincenzo Sorce Malaspina (Mussomeli, 1806 – Mussomeli, 1887) è stato un filantropo italiano.

## Biografia
Nato a Mussomeli in una famiglia agiata ed illustre, discendente dai marchesi Malaspina di Olivola , Vincenzo Sorce Malaspina si laureò in Medicina presso l'Università di Palermo ma non esercitò mai tale professione. Per parecchi anni (1832-1834, 1837-1844, 1846-1853, con l'interruzione della rivoluzione del 1848) fu Presidente del Decurionato (carica corrispondente a quella di un attuale sindaco) del comune di Mussomeli. Nel 1837, durante il suo secondo mandato, si adoperò con una serie di provvedimenti per arginare le perdite di vita umane durante la violenta epidemia di colera scoppiata in Sicilia.  
Appassionato studioso di storia e grande bibliofilo, fu fedele alla causa borbonica e tuttavia non fu ostile al nuovo governo dei Savoia, pur se ritirato a vita privata e dedito all'amministrazione dei propri beni.
Con atto di donazione del 7 aprile 1885 donò 114.200 lire all'Orfanotrofio femminile che era stato istituito con testamento del 13 novembre 1882 dalle sorelle Maria Angelica e Maria Carmela, fidecommissari Monsignor Giovanni Guttadauro di Reburdone, Vescovo di Caltanissetta, e Monsignor Giuseppe Francica-Nava di Bondifè, Vescovo ausiliare della stessa diocesi. Con Regio Decreto del 14 febbraio 1886 l'Orfanotrofio Sorce Malaspina venne eretto in Ente morale, con lo scopo di ricoverare, alimentare e vestire le orfane di uno o di entrambi i genitori, nate a Mussomeli, della età non minore di anni sei e non maggiore di dieci. L'Orfanotrofio venne inaugurato il 7 agosto 1888 presso l'antica casa dei Sorce-Malaspina donata dalle sorelle. Come segno di riconoscenza per la generosa donazione Vincenzo Sorce Malaspina fu nominato dal governo Cavaliere della Corona d'Italia e dell'Ordine dei Santi Maurizio e Lazzaro. È sepolto nella chiesetta della Madonna del Riparo, fatta edificare da lui stesso come cenotafio per la propria famiglia. 